# Олексенко В'ячеслав Степанович
В'ячеслав Степанович Олексенко (1 березня 1945, Дрогобич — 30 березня 2018, Київ) — український мистецтвознавець, театральний діяч, актор.

## Життєпис
Народився 1 березня 1945 р. у м. Дрогобич Львівської області.
У 1967 році закінчив акторський факультет Київського державного інституту театрального мистецтва імені Івана Карпенка-Карого (зараз Київський національний університет театру, кіно і телебачення імені Івана Карпенка-Карого) та аспірантуру Інституту мистецтвознавства, фольклористики та етнології ім. М. Т. Рильського НАН України (1973).

Могила В'ячеслава Олексенка та його батька, Байкове кладовище

Працював у Міністерстві культури України, в Київському театрі ім. І.Франка, потім — в Київському театрі драми та комедії на лівому березі Дніпра.
Помер 30 березня 2018 року у Києві після важкої хвороби. Похований разом з батьком на Байковому кладовищі (ділянка № 52).

### Родина
- Батько — політичний діяч, один з організаторів партизанського руху в СРСР Степан Олексенко (1904—1976).
- Брат — актор, народний артист СРСР Степан Олексенко (1941—2006)
- Донька — акторка, заслужена артистка України Тетяна Олексенко-Жирко (нар. 1971).
- Зять — актор, народний артист України Тарас Жирко (нар. 1961).

## Фільмографія
1. 1975 — «Такі симпатичні вовки»
2. 1992 — «Заради Натуся»

## Публікації
Автор книги «Степан Шкурат» (К., 1983).